# Collegio elettorale di Preseglie
Il collegio elettorale di Preseglie è stato un collegio elettorale uninominale del Regno di Sardegna, uno dei 16 collegi della provincia di Brescia.
Fu istituito con la legge 20 novembre 1859, n. 3778; comprendeva il  territorio di Preseglie "coi comuni del mandamento di Salò sulla destra del Chiese, Vestone". 

## Dati elettorali
Nel collegio si svolsero votazioni solo per la VII legislatura. Dopo la proclamazione del Regno d'Italia e la susseguente redistribuzione dei collegi elettorali, il territorio entrò a far parte del collegio elettorale di Salò

### VII legislatura
Le votazioni si svolsero in 387 collegi uninominali a doppio turno. Come previsto dalla legge elettorale del 20 novembre 1859, era eletto al primo turno il candidato che «riunisce in suo favore più del terzo dei voti del total numero dei membri componenti il collegio e più della metà dei suffragi dati dai votanti presenti all'adunanza» (art. 91). Se nessun candidato era eletto, al ballottaggio tra i due candidati con più voti era eletto chi otteneva il maggior numero di voti (art. 92) o, in caso di ugual numero di voti, il maggiore d'età (art. 93).
| Partito                            | Partito                            | Candidato                          | Primo turno 25 marzo 1860 | Primo turno 25 marzo 1860 | Ballottaggio 29 marzo 1860 | Ballottaggio 29 marzo 1860 |
| Partito                            | Partito                            | Candidato                          | Voti                      | %                         | Voti                       | %                          |
| ---------------------------------- | ---------------------------------- | ---------------------------------- | ------------------------- | ------------------------- | -------------------------- | -------------------------- |
|                                    | —                                  | Ignazio Tibaldi                    | 148                       | 73,27                     | 203                        | 86,38                      |
|                                    | —                                  | Bortolo Zampiceni                  | 29                        | 14,36                     | 32                         | 13,62                      |
|                                    | —                                  | Cesare Beccalossi                  | 7                         | 3,47                      |                            |                            |
|                                    | —                                  | Voti dispersi                      | 18                        | 8,91                      |                            |                            |
|                                    |                                    |                                    |                           |                           |                            |                            |
| Iscritti                           | Iscritti                           | Iscritti                           | 638                       | 100,00                    | 638                        | 100,00                     |
| ↳ Votanti (% su iscritti)          | ↳ Votanti (% su iscritti)          | ↳ Votanti (% su iscritti)          | 210                       | 32,92                     | 242                        | 37,93                      |
| ↳ Voti validi (% su votanti)       | ↳ Voti validi (% su votanti)       | ↳ Voti validi (% su votanti)       | 202                       | 96,19                     | 235                        | 97,11                      |
| ↳ Schede non valide (% su votanti) | ↳ Schede non valide (% su votanti) | ↳ Schede non valide (% su votanti) | 8                         | 3,81                      | 7                          | 2,89                       |
| ↳ Astenuti (% su iscritti)         | ↳ Astenuti (% su iscritti)         | ↳ Astenuti (% su iscritti)         | 428                       | 67,08                     | 396                        | 62,07                      |

| Partito                            | Partito                            | Candidato                          | Primo turno 6 maggio 1860 | Primo turno 6 maggio 1860 | Ballottaggio 10 maggio 1860 | Ballottaggio 10 maggio 1860 |
| Partito                            | Partito                            | Candidato                          | Voti                      | %                         | Voti                        | %                           |
| ---------------------------------- | ---------------------------------- | ---------------------------------- | ------------------------- | ------------------------- | --------------------------- | --------------------------- |
|                                    | —                                  | Bernardino Maceri                  | 64                        | 41,56                     | 86                          | 68,80                       |
|                                    | —                                  | Giovanni Luscia                    | 39                        | 25,32                     | 39                          | 31,20                       |
|                                    | —                                  | Giovanni Maria Pialarsi            | 34                        | 22,08                     |                             |                             |
|                                    | —                                  | Voti dispersi                      | 17                        | 11,04                     |                             |                             |
|                                    |                                    |                                    |                           |                           |                             |                             |
| Iscritti                           | Iscritti                           | Iscritti                           | 638                       | 100,00                    | 638                         | 100,00                      |
| ↳ Votanti (% su iscritti)          | ↳ Votanti (% su iscritti)          | ↳ Votanti (% su iscritti)          | 160                       | 25,08                     | 133                         | 20,85                       |
| ↳ Voti validi (% su votanti)       | ↳ Voti validi (% su votanti)       | ↳ Voti validi (% su votanti)       | 154                       | 96,25                     | 125                         | 93,98                       |
| ↳ Schede non valide (% su votanti) | ↳ Schede non valide (% su votanti) | ↳ Schede non valide (% su votanti) | 6                         | 3,75                      | 8                           | 6,02                        |
| ↳ Astenuti (% su iscritti)         | ↳ Astenuti (% su iscritti)         | ↳ Astenuti (% su iscritti)         | 478                       | 74,92                     | 505                         | 79,15                       |

Il deputato Tibaldi optò per il collegio di Como II il 12 aprile 1860 e il collegio fu riconvocato.